# Moto Z

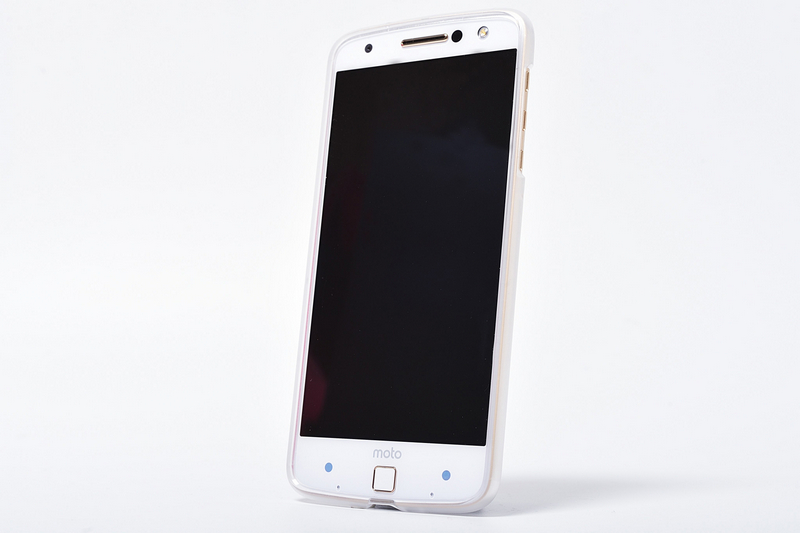
Moto Z (1.ª Gen)

Moto Z es un teléfono móvil desarrollado por Motorola que posee un chasis de aluminio ultrafino con tan sólo 5,2 milímetros de grosor; Moto Z posee una pantalla AMOLED de 5,5 pulgadas con resolución Quad HD que concentra 534 puntos por pulgada y además, integra ciertas especificaciones, un tipo de pantalla irrompible, la batería de mayor capacidad y una cámara de más megapíxeles.
El teléfono fue presentado en junio de 2016, representado por el antiguo eslogan de los teléfonos Motorola como el Motorola V3, "Hello Moto". Actualmente se considera un teléfono de gama media y alta por sus buenos funcionamientos. 
Con solo tocar el lector de huellas se puede reactivar el teléfono y desbloquearlo. A diferencia de otros teléfonos, el lector reconoce la huella sin importar la forma en que se sostiene. Gracias a la batería de 2600 mAh, se puede ver películas, descargar aplicaciones, navegar por Internet sin que se descargue tan rápido. Además, el cargador TurboPower incluido proporciona al Moto Z hasta 8 horas de batería en solo 15 minutos de carga.

## Características
- El Moto Z cuenta con un procesador Snapdragon 820 con 4 GB de RAM.

- Moto Z posee un diseño modular: integra un marco de metal con una leve curvatura y una parte trasera y frontal plana; la cámara trasera también sobresale de su cuerpo; la parte trasera está compuesta de metal y en cada uno de sus extremos (superior e inferior) tiene una barra de vidrio.
- El teléfono Moto Z integra un lector de huellas en la parte inferior frontal que funciona muy rápido y preciso.
- El Moto Z tiene una pantalla QHD (2560x1440 pixeles) AMOLED que reproduce gran detalle y colores muy vibrantes.
- Moto Z posee unas dimensiones de 153.3x75.3 mm, y es realmente más delgado, con un grosor de solo 5.2 mm.
- Posee un puerto USB-C (USB Tipo C) en el borde inferior y un cajón con una ranura para la tarjeta SIM o para una tarjeta microSD de hasta 2 TB.
- Requiere un adaptador de USB-C a 3.5 mm para conectar unos audífonos por cable (algunos modelos).
- Cámara de 13 megapíxeles con zoom óptico.
- En la parte frontal se encuentra una cámara de 5 megapixeles con un flash.[3]